# 兴济桥
30°39′35″N 117°29′30″E / 30.65972°N 117.49167°E
兴济桥，又名七孔桥，位于中国安徽省池州市贵池区清风街道百荷园社区。为花岗岩七孔石桥，全长95米，宽9.4米，高约9.6米。由当地知府刘孟雷建于明万历十三年（1585年），先后于清乾隆二十八年（1763年）、嘉庆二十三年（1818年）重修，乃池州现存最长的古桥梁。该桥在太平天国之乱、抗日战争时期毁于兵火。1982年9月，原安庆地区贵池县人民政府将其列为第一批县级文物保护单位，并给予重修，1998年5月被列入安徽省第四批省级文物保护单位。

## 图像

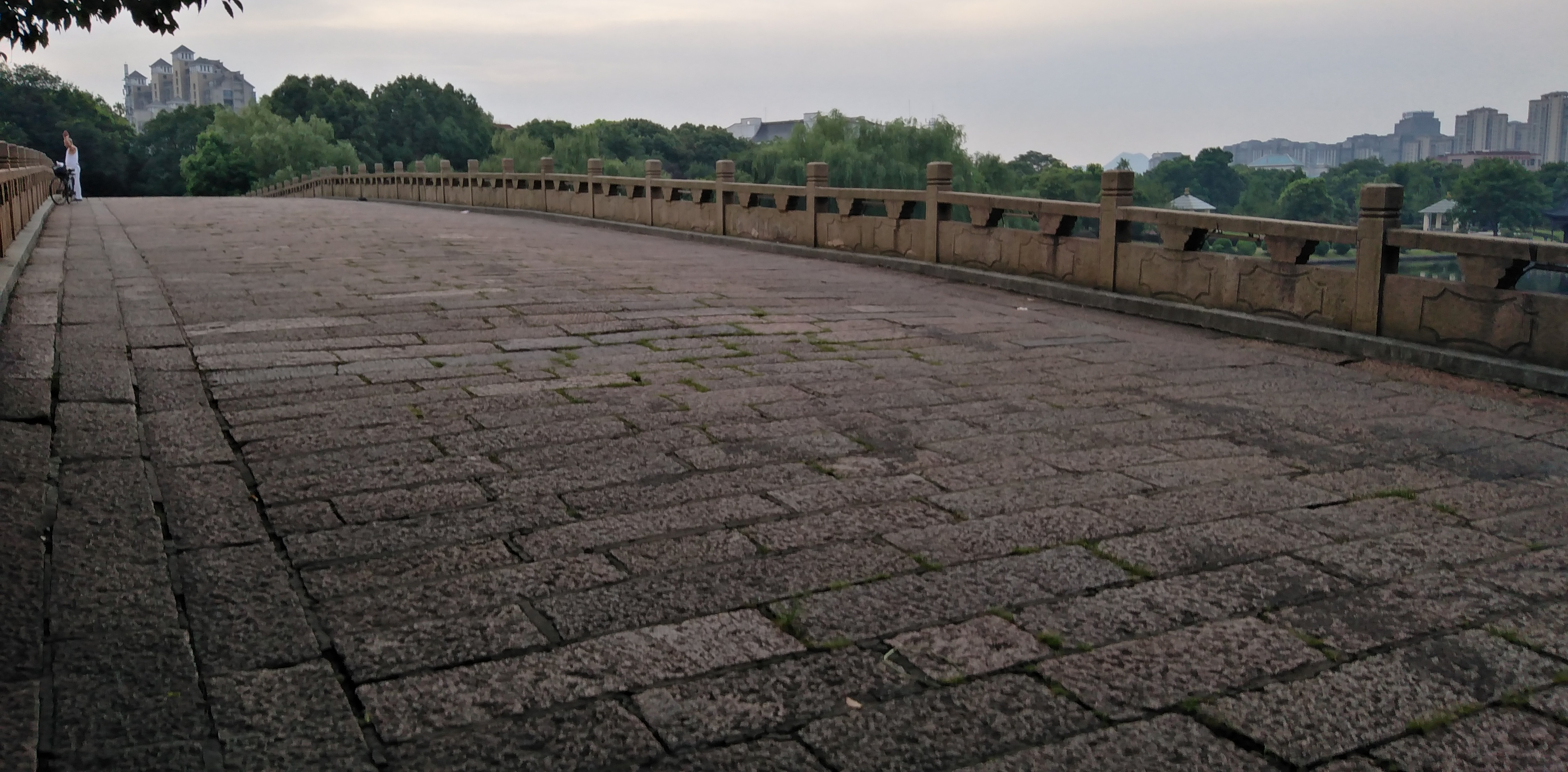
桥面
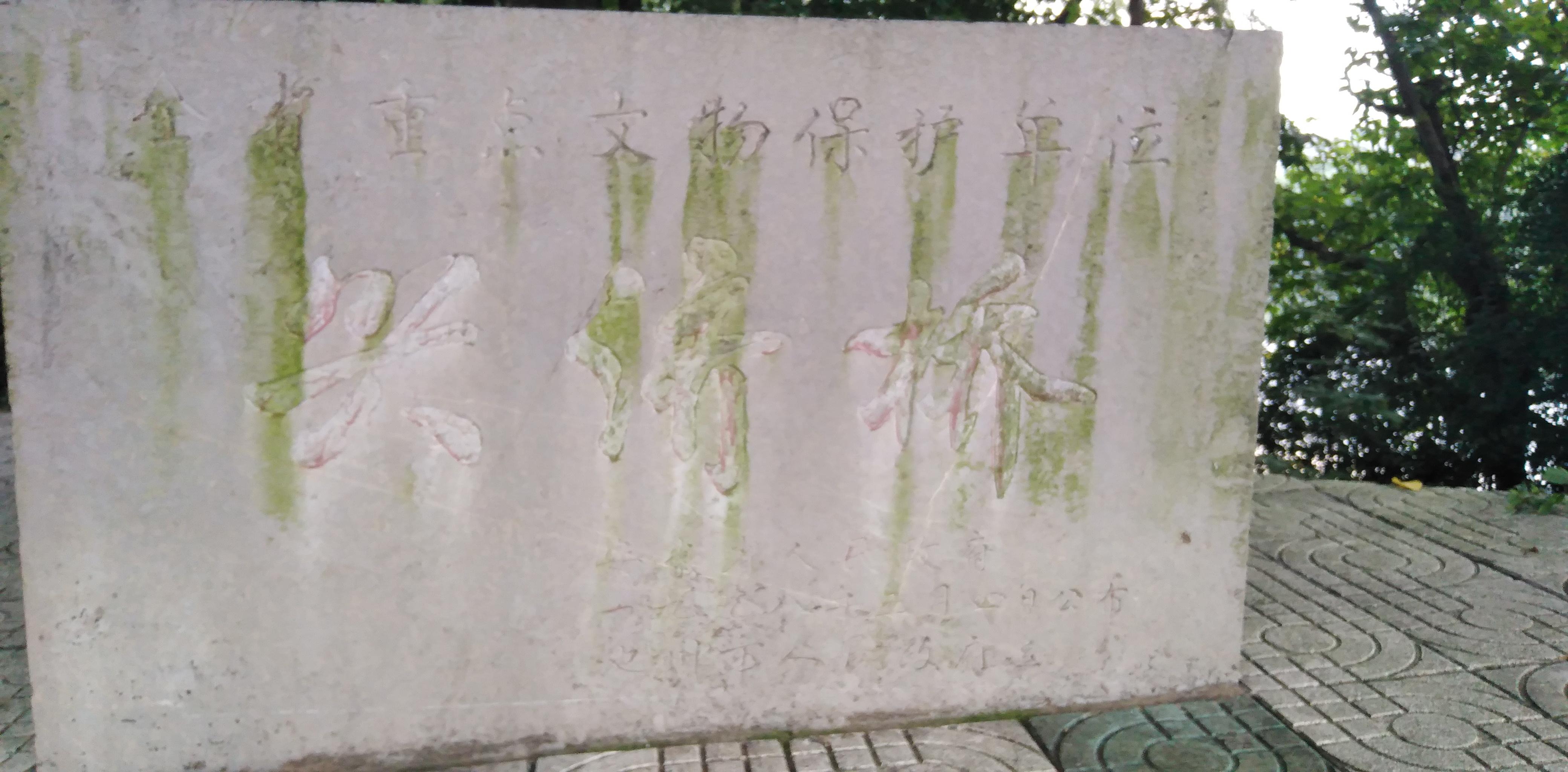
“安徽省文物保护单位”石碑正面
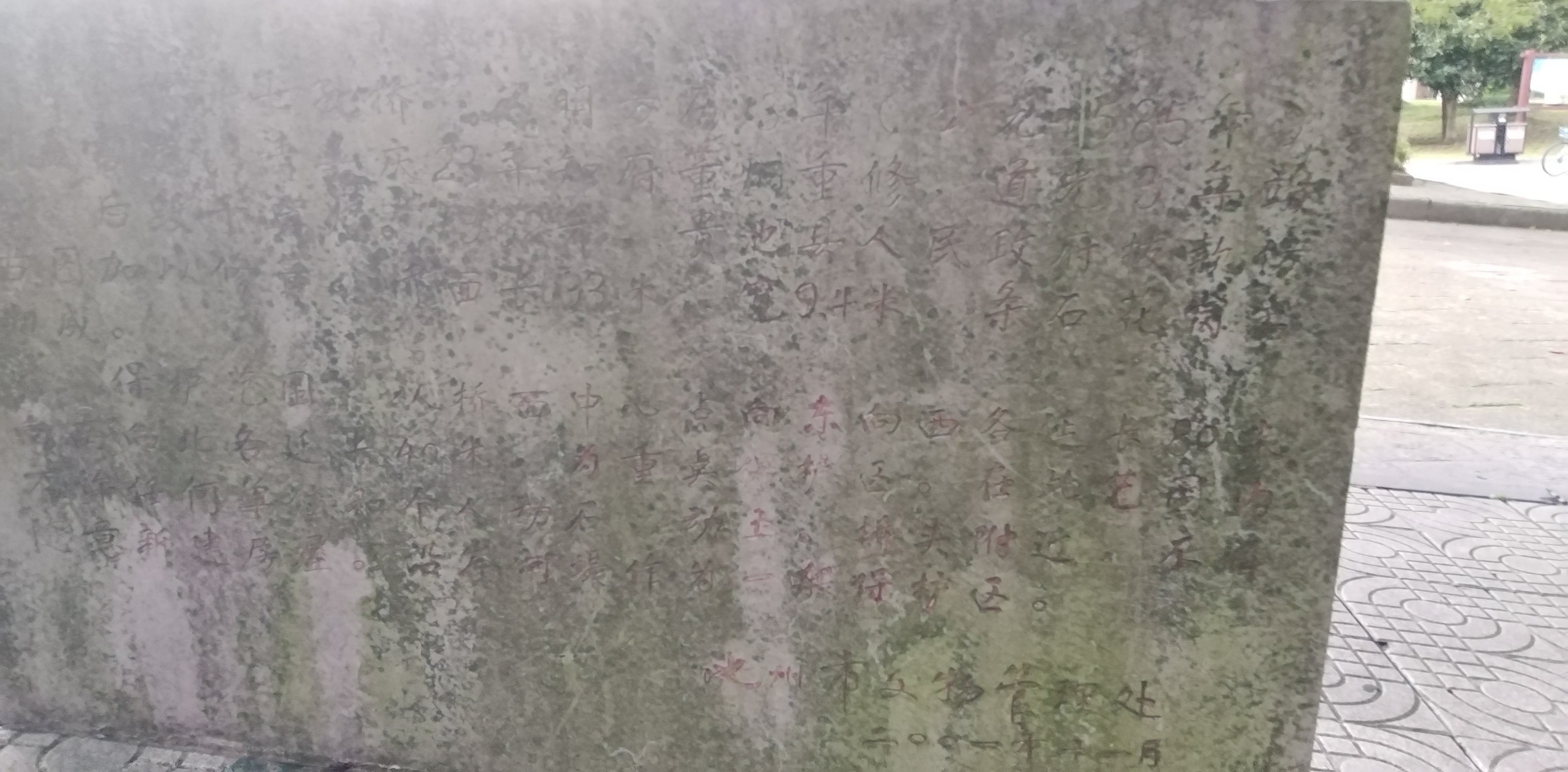
“安徽省文物保护单位”石碑背面